# Nowoseliwka (rejon horodeński)
Nowoseliwka (ukr. Nowoseliwka) – wieś na Ukrainie, w  obwodzie iwanofrankiwskim, w rejonie horodeńskim.